# Charles Drelincourt

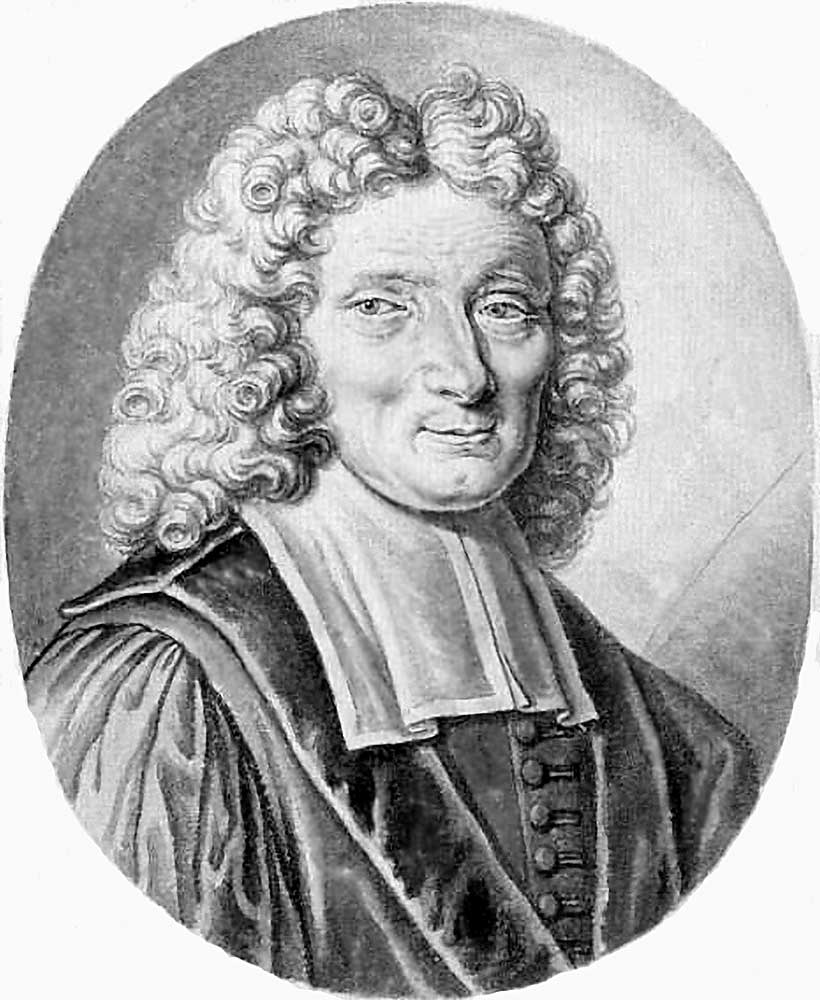
Charles Drelincourt

Charles Drelincourt, latinisiert Carolus Drelincurtius (* 1. Februar 1633 in Charenton bei Paris; † 31. Mai 1697 in Leiden), war ein französischer Mediziner und Anatom.

## Leben
Drelincourt war ein Sohn des Pariser Pfarrers Charles Drelincourt des Älteren (1595–1669) und dessen Frau Marguerite Boldue, Tochter eines reichen Brauers aus Biere. Er stammte aus einer kinderreichen Familie. Wie sein älterer Bruder und sein Vater sollte er ursprünglich ein Hugenottischer Pfarrer werden. Eine Krankheit in seiner Jugend weckte in ihm das Interesse, sich medizinischen Themen zu widmen. Nach einer anfänglichen Ausbildung in Paris zog er nach Saumur. Für die dortige Akademie Saumur hatte Philippe Duplessis-Mornay von Heinrich IV im März 1593 Gründungsbriefe für ein College in Saumur erhalten.
1604 öffnete die Akademie ihre Pforten, um protestantischen Adligen und dem angehenden französischen Pfarrernachwuchs eine Ausbildung zu ermöglichen. Aber auch der katholischen Jugend wurden dort Möglichkeiten zur Bildung eingeräumt. Weiterführende Studien zu den Rechtswissenschaften und zur Medizin waren an ihr nicht möglich, jedoch wurden allgemeine Grundlagen zu diesen Themen auch an ihr unterrichtet. Vielmehr war der Lehrplan der Universität auf ein Studium der Theologie fokussiert, welches ein philosophisches Grundstudium voraussetzte. Letzteres absolvierte Drelincourt und er erwarb am 24. September 1650 den akademischen Grad eines Magisters der Philosophie.
Nach anatomischen Studien bei Jean Riolan dem Jüngeren war er an die Universität Montpellier gegangen und wurde hier am 2. März 1654 Baccalaurus der Medizin. Am 18. August 1654 avancierte er mit der Abhandlung Clarissimum Monspeliensis Apollinis Stadium currente zum Lizentiaten der Medizin und promovierte am 28. August 1654 mit der Abhandlung An omnibus putridis febribus venae sectio et purgatio? zum Doktor der Medizin. Kurz darauf wurde er Arzt des Marschalls Henri de La Tour d’Auvergne, vicomte de Turenne und er war von 1656 bis 1658 Inspektor des medizinischen Dienstes der französischen Armee in Flandern.
Nach seinem Felddienst wurde er 1659 Arzt am Hof des französischen Königs Ludwig XIV. Außerdem errichtete er sich eine eigene medizinische Praxis in Paris. Zu jener Zeit hatte er auch dort geheiratet. Am 23. August 1668 beriefen ihn die Kuratoren der Universität Leiden, als Nachfolger von Johannes Antonides van der Linden, zum Professor der praktischen Medizin, welches Amt er am 18. Februar 1669 mit einer Einführungsrede antrat. Nach dem Tod von Johannes von Horne (1621–1670) wurde er am 3. Dezember 1670 zum Lehrstuhlinhaber und Professor der Anatomie ernannt, welche Tätigkeit er im Januar des Folgejahres mit der Rede Praeludium anatomicum begann.
Während jener Zeit unterstand ihm auch die Leidener Universitätsklinik Collegium Medico-Practicum. Während seiner Amtszeit erreichte er es, dass Leichen von Straftätern für den anatomischen Unterricht genutzt werden konnten. 1687 wurde er aus gesundheitlichen Gründen, weil seine Augen durch das Mikroskopieren gelitten hatten, von den anatomischen Vorlesungen befreit. Seine Vorlesungen wurden von Anton Nuck (um 1650–1692) übernommen und er las fortan zur theoretischen Medizin, wobei er eine besondere Vorliebe für Hippokrates entwickelte. Obwohl ihn Herman Boerhaave als gewissenhaften Dozenten schätzte, war er in seiner Zeit nicht unumstritten. Vor allem sollen hier seine Beobachtungen zu den Föeten genannt sein. In den Jahren 1679/80, 1688/89 und 1694/95 beteiligte er sich als Rektor der Alma Mater auch an den organisatorischen Aufgaben der Hochschule. Bei der Niederlegung des ersten Rektorats hielt er 1680 die ungewöhnliche Rede Libitinae Tropaea. Er war Leibarzt von Willhelm III. und der Prinzessin Maria.

## Werke
- Clarissimum Monspeliensis Apollinis Stadium currente C. Drelincurtio, Caroli filio, Parisio, & Liberalium Artrium Magistro, Doctoratum ambiente anno salutis M. DC. LIV, Quaestio Therapeutica pro prima Apollinari laurea consequenda, proposita ab illustrissimo viro D. D. Lazaro Riverio Regis Consilaiario & Medicorum Academia Professore dignissimo, sub hac verborum serie: Anomibus putridis Febribus section. & Purgatio. Montpellier 1654, Leiden 1680.
- Questiones quatuor Cardinales, pro suprema Apollinari daphne consequenda, proposita ab illustrissimis viris D. D. Richero de Balleval … & D. D. Simeone Curtaudo … Quarum veritatem, seriis exactis, triduum integrum mane & vesperi tueri conabitur Carolus Drelincurtius, … Medicinae Licentiatus, in inclyto Monspeliensis Apollinis sano. Montpellier.
- Oratio Doctoralis Monspessula, qua Medicos, jugi Dei Operum considertatione atque contemplatione permotos, caeteris hominibus Religioni adstrictiores esse demonstrator: atque added impietatis crimen in ipsos jactatum diluitur.
- De partu octimestri vivaci diatriba. Paris 1662, Leiden 1666, 1668.
- Quaestio Physiologica, an Partus octimestris vitalis? Paris 1664.
- La Legende du Gascon, ou Lettre a M. Poree sur la methode pretendue nouvelle de tailler la Pierre, & deux autres Lettres sur le meme sujet. Leiden 1665, 1674, 1680
- Quaestio Medica de partu octimestri vivaci. Leiden 1668 (archive.org).
- De partu octimestri vivaci diatriba. Leiden 1668 (archive.org).
- Oratio, quam super Civitatis & Academiae calamitatibus generatim & paucis, tum super clarissimi viri Johannis van Horne natalibus, vitae institutio, & e vivis excessu, singulatim & plenius, brevibus tamen, anno habuit ineunte 1670. Leiden 1670, 1680.
- Anatomicum Preludium. Leiden 1670, 1672.
- Regii olim in Galliis Medici, nuc vero in Universitate Lugdunensis Professoris Practici & Anatomici, Apologia Medicos sexcentis annis Roma exulasse. Leiden 1671 (Aufsatz).
- Apologia medica, Qua depellitur illa calumnia Medicos sexcentis annis Roma exulasse. Leiden 1671 (archive.org) – 1672 (archive.org).
- La Legende du Gascon; ou la Lettre de Charles Drelincourt a M. Porree, sur la Methode, prentendue nouvelle, de tailler de la Pierre. Leiden 1674
- Libitina trophea, cum appendice ad glandulosos Doctores. Leiden 1680 (archive.org).
- Appendix ad Libitina Trophaea. Leiden 1680.
- Oratio super civitatis et Acad. Calamitatibus (…). Leiden 1680 (books.google.de).
- Experimenta Anatomica, ex vivorum sectionibus petita. Leiden 1681.
- De humani foetus membranis hypomnemata. Leiden 1683, 1685.
- De foeminarum ovis, Tam intra testiculos & uterum quam extra, ab Anno 1666 ad retro secula. Leiden 1684.
- Super humani foetus umbilico Meditationes Elenctice. Leiden 1685 (archive.org).
- De Humani Foetus Membranis Hypomnemata. Leiden 1685 (archive.org).
- De foetuum pileolo, sive galea emmendationes. Leiden 1685 (archive.org).
- De Conceptione adversaria. Leiden 1685 (archive.org).
- De tunica foetus allantoide Meletemata. Leiden 1685 (archive.org).
- De conceptu conceptus quibus mirabilia Dei super foetus humani formatione, nutritione atque partione, sacro velo hactenus tecta, systemate felici reteguntur. Leiden 1685 (archive.org).
- De foeminarum ovis historiae, atque physicae lucubrationes. 1687 (books.google.de).
- De foeminarum ovis historicae et physicae lucubrationes. 1687.
- Experimenta Anatomica ex vivorum sectionibus petita per Ernestum Gottfried Heyse. Leiden 1681, 1682, 1684.
- Homericus Achilles Caroli Drelincurtii Penicillo Delineatus, Per Convicia Et Laudes. Leiden 1693, 1694, 1696.
- Opuscula medica, quae reperiri potuere omnia. Den Haag 1717 (von Borhaave herausgegeben).